# European Open 2023
European Open 2023 byl tenisový turnaj na mužském profesionálním okruhu ATP Tour, hraný v Lotto Aréně. Osmý ročník European Open probíhal mezi 16. až 22. říjnem 2023 v belgických Antverpách na dvorcích s tvrdým povrchem GreenSet.
Turnaj dotovaný 750 950 eury patřil do kategorie ATP Tour 250. Nejvýše nasazeným singlistou se stal sedmý tenista světa Stefanos Tsitsipas z Řecka. Jako poslední přímý účastník do hlavní soutěže nastoupil maďarský 92. hráč žebříčku Fábián Marozsán. V důsledku invaze Ruska na Ukrajinu na konci února 2022 řídící organizace tenisu ATP, WTA a ITF s grandslamy rozhodly, že ruští a běloruští tenisté mohli dále na okruzích startovat, ale do odvolání nikoli pod vlajkami Ruska a Běloruska.
Třetí singlový titul na okruhu ATP Tour vybojoval 26letý Kazachstánec Alexandr Bublik. Čtyřhru ovládli řečtí bratři Petros a Stefanos Tsitsipasovi, kteří tak až na 24. společně odehraném turnaji vyhráli více než jeden zápas v soutěži.

## Rozdělení bodů a finančních odměn

### Rozdělení bodů
| Soutěž  | Soutěž | vítězové | finalisté | semifinalisté | čtvrtfinalisté | 16 v kole | 28 v kole | Q  | Q2 | Q1 |
| ------- | ------ | -------- | --------- | ------------- | -------------- | --------- | --------- | -- | -- | -- |
| dvouhra | [ 1 ]  | 250      | 150       | 90            | 45             | 20        | 0         | 12 | 6  | 0  |
| čtyřhra | [ 5 ]  | 250      | 150       | 90            | 45             | 0         | —         | —  | —  | —  |

### Finanční odměny
| Soutěž                              | Soutěž      | vítězové  | finalisté | semifinalisté | čtvrtfinalisté | 16 v kole | 28 v kole | Q2      | Q1      |
| ----------------------------------- | ----------- | --------- | --------- | ------------- | -------------- | --------- | --------- | ------- | ------- |
| dvouhra                             | [ 1 ] [ 6 ] | 102 460 € | 59 760 €  | 35 135 €      | 20 360 €       | 11 825 €  | 7 225 €   | 3 610 € | 1 970 € |
| čtyřhra                             | [ 5 ]       | 35 600 €  | 19 040 €  | 11 160 €      | 6 240 €        | 3 680 €   | —         | —       | —       |
| částka ve čtyřhře je uvedena na pár |             |           |           |               |                |           |           |         |         |

## Dvouhra

### Nasazení
| Stát                         | Hráč                    | ATP | Nasazení |
| ---------------------------- | ----------------------- | --- | -------- |
| Řecko                        | Stefanos Tsitsipas      | 6.  | 1.       |
| Německo                      | Jan-Lennard Struff      | 27. | 2.       |
| Kazachstán                   | Alexandr Bublik         | 35. | 3.       |
| Francie                      | Arthur Fils             | 44. | 4.       |
| Německo                      | Yannick Hanfmann        | 53. | 5.       |
| Španělsko                    | Roberto Carballés Baena | 61. | 6.       |
| Francie                      | Richard Gasquet         | 63. | 7.       |
| Peru                         | Juan Pablo Varillas     | 65. | 8.       |
| Žebříček ATP k 2. říjnu 2023 |                         |     |          |

### Jiné formy účasti na turnaji
Následující hráči obdrželi divokou kartu do hlavní soutěže:
- David Goffin
- Mark Lajal
- Luca Nardi

Následující hráči postoupili z kvalifikace:
- Alexander Blockx
- Benjamin Bonzi
- Maximilian Marterer
- Giovanni Mpetshi Perricard

### Odhlášení
před začátkem turnaje
- Matteo Arnaldi → nahradil jej Alexandr Ševčenko
- Borna Ćorić → nahradil jej  Jaume Munar
- Grigor Dimitrov → nahradil jej  Hugo Gaston
- Ugo Humbert → nahradil jej  Nuno Borges
- Sebastian Korda → nahradil jej  Fábián Marozsán
- Jannik Sinner → nahradil jej  Dominic Stricker
- Luca Van Assche → nahradil jej  Dominik Koepfer

## Čtyřhra

### Nasazení
| Stát                                                                     | Hráč              | Stát    | Hráč                   | ATP | Nasazení |
| ------------------------------------------------------------------------ | ----------------- | ------- | ---------------------- | --- | -------- |
| Mexiko                                                                   | Santiago González | Francie | Édouard Roger-Vasselin | 22. | 1.       |
| Německo                                                                  | Kevin Krawietz    | Německo | Tim Pütz               | 40. | 2.       |
| Spojené království                                                       | Lloyd Glasspool   | Monako  | Hugo Nys               | 55. | 3.       |
| Nizozemsko                                                               | Matwé Middelkoop  | Německo | Andreas Mies           | 72. | 4.       |
| Žebříček ATP k 2. říjnu 2023; číslo je součtem postavení obou členů páru |                   |         |                        |     |          |

### Jiné formy účasti
Následující páry obdržely divokou kartu do hlavní soutěže:
- Zizou Bergs /  Tibo Colson
- Michael Geerts /  Gauthier Onclin

Následující pár nastoupil z pozice náhradníka:
- Victor Vlad Cornea /  Petr Nouza

### Odhlášení
před začátkem turnaje
- Sander Arends /  David Pel → nahradili je  Sander Arends /  Quentin Halys → nahradili je  Victor Vlad Cornea /  Petr Nouza
- Roberto Carballés Baena /  Bernabé Zapata Miralles → nahradili je  Roberto Carballés Baena /  Jaume Munar
- Lloyd Glasspool /  Nicolas Mahut → nahradili je  Lloyd Glasspool /  Hugo Nys

## Přehled finále

### Mužská dvouhra
- Alexandr Bublik vs.  Arthur Fils, 6–4, 6–4

### Mužská čtyřhra
- Petros Tsitsipas /  Stefanos Tsitsipas vs.  Ariel Behar /  Adam Pavlásek, 6–7(5–7), 6–4, [10–8]